# Walter Riemer (Grafiker, 1896)
Walter Riemer (* 1896; † 1942) war ein deutscher Grafiker, der mit seinen Arbeiten für Kunden aus Wirtschaft und Politik die Gebrauchsgrafik der 1920er und 1930er Jahre in Deutschland prägte.

## Leben und Werk
1919 gestaltete Riemer ein Wahlplakat für die SPD, das den Kampf des „Roten Arbeiters“ gegen die vereinte „Reaktion“ darstellt.

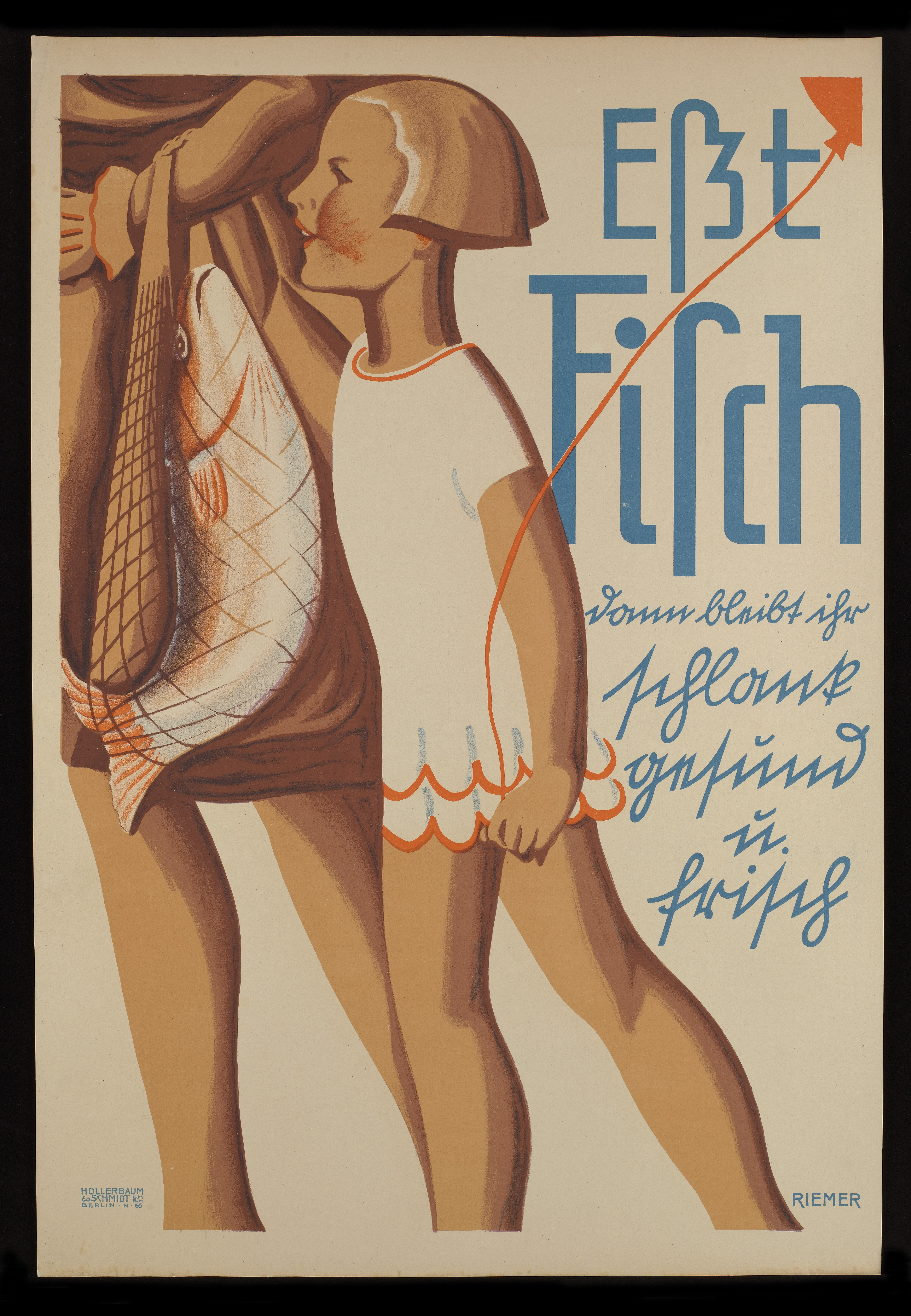
Werbeplakat für die Seefisch-Kampagne des Ausschusses für Seefischpropaganda e. V., gestaltet von Walter Riemer

In den späten 1920er und frühen 1930er Jahren versuchte der 1926 vom Reichsministerium für Ernährung und Landwirtschaft einberufene Ausschuss für Seefischpropaganda e. V. mit einer großangelegten Werbekampagne den Konsum von Seefisch in Deutschland zu steigern. Riemer entwarf für die Kampagne die Grafik für Werbeplakate und Informationsmaterialien.

Tourismus-Flyer Germany – The Beautiful Travel Country (1935) mit Grafik und Karte von Walter Riemer

In den 1930er Jahren gestaltete er im Auftrag der Reichsbahnzentrale für den Deutschen Reiseverkehr Karten von Deutschland für den Tourismus in verschiedenen Sprachversionen.

Rückseite der Banknote 5 Reichsmark (Ausgabe 1942) nach dem Entwurf von Walter Riemer

Für die 1942 herausgegebene Fünf-Reichsmark-Banknote entwarf er die Rückseite.
Riemers Name stand auf der Gottbegnadeten-Liste, einer im August 1944 in der Endphase des Zweiten Weltkrieges im Reichsministerium für Volksaufklärung und Propaganda zusammengestellte Liste deutscher Künstler und Kulturschaffender, die dem nationalsozialistischen Regime so wichtig erschienen, dass sie unter besonderen Schutz gestellt und von der Wehrmacht freigestellt wurden. Riemer starb 1942 und war damit bei Veröffentlichung der Liste bereits verstorben.
Riemer war zeitweise geschäftsführender Vorsitzender des Bundes Deutscher Gebrauchsgraphiker.